# Penenden Heath
Penenden Heath est un village du Kent, en Angleterre.